# 根本凪
根本 凪（日语：／ Nemoto Nagi，1999年3月15日—）是日本偶像。女性偶像團體彩虹征服者、電波組.inc的前成員，現為一夫多妻制偶像組合清龍人25的成員。日本茨城縣水戶市出生。經紀公司為 DearStage。

## 簡介
2013年，以候補生的身份加入水戶當地偶像（暫稱）（當時名為「Negi」），因上舞台前會身心崩潰，2014年5月1日辭退候補生。
喜歡畫圖，在pixiv上投稿參加 pixiv 的「創偶！Project」活動並合格。2014年7月14日，彩虹征服者組團成為一員。
2015年12月，Maltine Records發表三毛猫Homeless「想吃蕎麥麵」的根本凪特色版單曲。2016年2月起連續3個月發佈三毛猫Homeless的合作歌曲。這些歌曲於同年6月17日21時到20日0時以網路下載方式販售。
2016年參加週刊YOUNG JUMP（集英社）的企劃「SakiDol Ace SURVIVAL SEASON5」得到第1名成績，在8月4日發售號出現於封面跟卷頭寫真頁。此後也以寫真偶像出席活動。
2017年12月30日，於大阪城Hall的電波組.inc演唱會中，公佈加入電波組的消息。目前彩虹征服者仍在籍，並兼任於電波組.inc中。
2019年12月8日，在幕張展覽館的電波組.inc演唱會中，與鹿目凛發表組成 NemoPero（「NemoPero from 電波組.inc」）。2020年2月25日發售寫真集『ねもぺろ』，同年3月25日釋出首張單曲「しゅきしゅきしゅきぴ がとまらないっ…!」。
2021年10月30日，因為健康狀況的問題發表要暫時休養，但再怎麼休養要站上舞台卻一直有困難，這期間有了新的夢想，跟工作人員討論協議後，於2022年1月11日發表將從電波組.inc及彩虹征服者畢業。彩虹征服者自4月17日、電波組.inc自4月30日畢業後，將以創作者的身份留在DearStage，進行插畫家及服裝設計等工作。
於2022年4月30日的畢業演出中，說今後要搬到二次元去當VTuber。
2024年7月7日，宣布加入重組了清龍人25擔任第103夫人・清 凪。

## 唱片作品

### 單曲
- 三毛猫ホームレス「そばが食べたい Feat. 根本凪」（2016年1月1日，Maltine Records）[14]
- 三毛猫ホームレス「Purity feat. Nagi Nemoto (Nijicon)」（2016年2月15日，Maltine Records）[15]
- 三毛猫ホームレス x Masayoshi Iimori（日语：Masayoshi Iimori）「America feat. Nagi Nemoto(nijicon)」（2016年3月15日、Maltine Records）[16]
- 三毛猫ホームレス x happy machine「ペパーミント脱走計画 feat. 根本凪」（2016年4月18日，Maltine Records）[17]
- E TICKET PRODUCTION「アウトラウド feat.根本凪（虹のコンキスタドール）」（收錄在「E TICKET RAP SHOW」專輯。2017年1月10日，IDOL NEWSING）[18]

## 演出

### 電視劇
- 朋友遊戲真人版（2017年4月）- 心木有都[19]

### 電影
- 朋友遊戲真人電影版 (2017年6月3日公開) - 心木有都
- 朋友遊戲真人電影版 FINAL（2017年9月2日公開）- 心木有都

### 廣播
- 彩虹征服者 每日放送部（日语：虹のコンキスタドール 毎日が放送部）（超!A&G+，2016年7月 - 2018年3月）
- A&Gリクエストアワー 阿澄佳奈のキミまち!（文化放送・超!A&G+、2018年4月 - ，轉播記者）[20]

## 外部連結
- 根本凪 （页面存档备份，存于） - 株式会社ディアステージ
- 彩虹征服者｜根本凪（ねもとなぎ）
- PROFILE （页面存档备份，存于） - 電波組.inc 官方網站
- 根本凪的X（前Twitter）
- 根本凪（電波組.inc/彩虹征服者）官方部落格「ねもむめも」 （页面存档备份，存于）
- 根本凪的Instagram帳戶
- YouTube上的根本凪Channel頻道